# Jicchak Kohen
Jicchak Kohen (ur. 2 października 1951 w Aszkelonie) – izraelski polityk, minister spraw religijnych w latach 1999–2000 oraz 2008–2009, minister bez teki w latach 2006–2008, wiceminister finansów w latach 2001–2003, 2009–2013 oraz od 2015, poseł do Knesetu w latach 1996–2018 oraz od 2019. Członek partii religijnej Szas, skupiającej głównie Żydów sefardyjskich.

## Życiorys
Urodził się 2 października 1951 w Aszkelonie.
Były zastępca burmistrza Aszkelonu, członek rady miejskiej tego miasta.
Po raz pierwszy wszedł do czternastego Knesetu. W piętnastym Knesecie był ministrem spraw. religijnych (rząd Ehuda Baraka) i wiceministrem finansów (rząd Ariela Szarona). Po wyborach w 2006 roku został ministrem bez teki w gabinecie Ehuda Olmerta, lecz 14 stycznia 2008 roku ponownie otrzymał posadę ministra spraw religijnych, którą piastował do dnia 31 marca 2009 roku.
22 lutego 2018 zrezygnował z zasiadania w parlamencie, mandat objął po nim Dan Sajjida. W wyborach w kwietniu 2019 powrócił do parlamentu.
Jest żonaty, ma dziesięcioro dzieci.